# 丸中
丸中株式会社（まるなか）は、大阪府大阪市中央区に本社を置く和服・和装用品などの小売をおこなう企業である。1953年に大阪で創業し、東京都中央区および横浜市にも店舗を展開している。
同社によると、メーカーと直接契約することにより、安価に和服を販売することを可能にした、としている。かつては関西ローカル（毎日放送テレビなど）でテレビCMが放送されていた。